# Bahía de Tallin
La bahía de Tallin (en estonio Tallinna laht) es una bahía de Estonia situada en la costa sur del Golfo de Finlandia. En sus orillas se encuentra la capital del país, Tallin. Se divide en varias partes: La rada de Tallin (en estonio: Tallinna reid), la bahía de Kopli, la bahía de Kakumäe y la bahía de Paljassaare. En sus aguas se encuentran dos islas: Aegna y Naissaar.
Las aguas de la orilla son someras, pero alcanzan rápidamente una gran profundidad. La bahía de Tallin es una de las más profundas de Estonia, con una profundidad máxima de 100 m. Presenta una pronunciada pendiente, lo que permite un adecuado intercambio de aguas con las del Golfo de Finlandia.
En la bahía se encuentra el principal puerto de pasajeros de Tallin, Vanasadam, así como dos puertos de carga, el de Bekker y el de Paljassaare. En la costa hay cuatro playas públicas: Pirita, Stroomi, Kakumäe y Pikakari.
Las aguas de la bahía fueron fuertemente minadas durante la Segunda Guerra Mundial. En mayo de 2015 se encontraron 210 minas durante una operación de dos semanas destinada a despejar las aguas de artefactos sin explotar, principalmente alrededor de las islas de Aegna y Naissaar.

## Galería

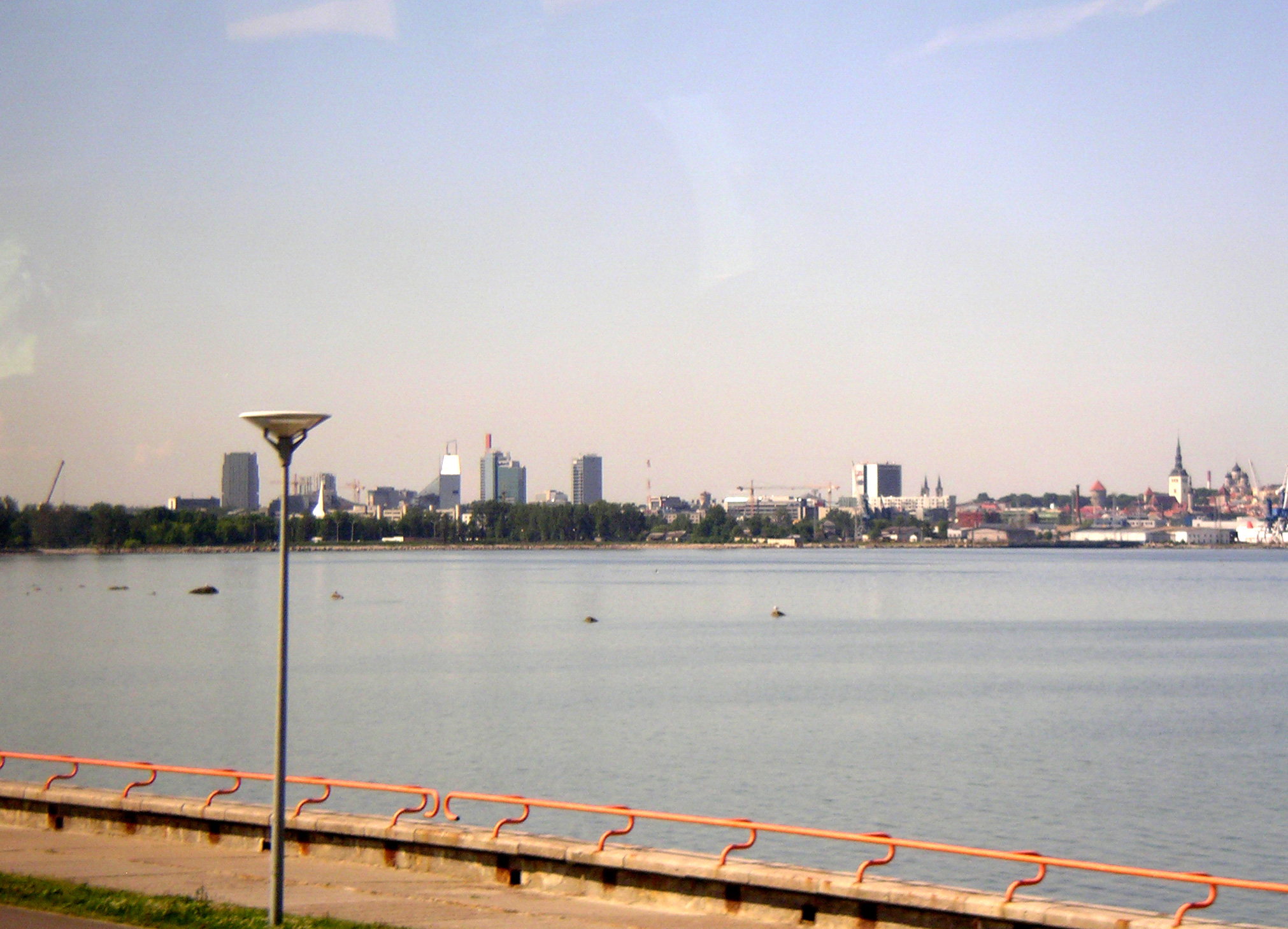
La ciudad de Tallin y su bahía vistas desde Maarjamäe
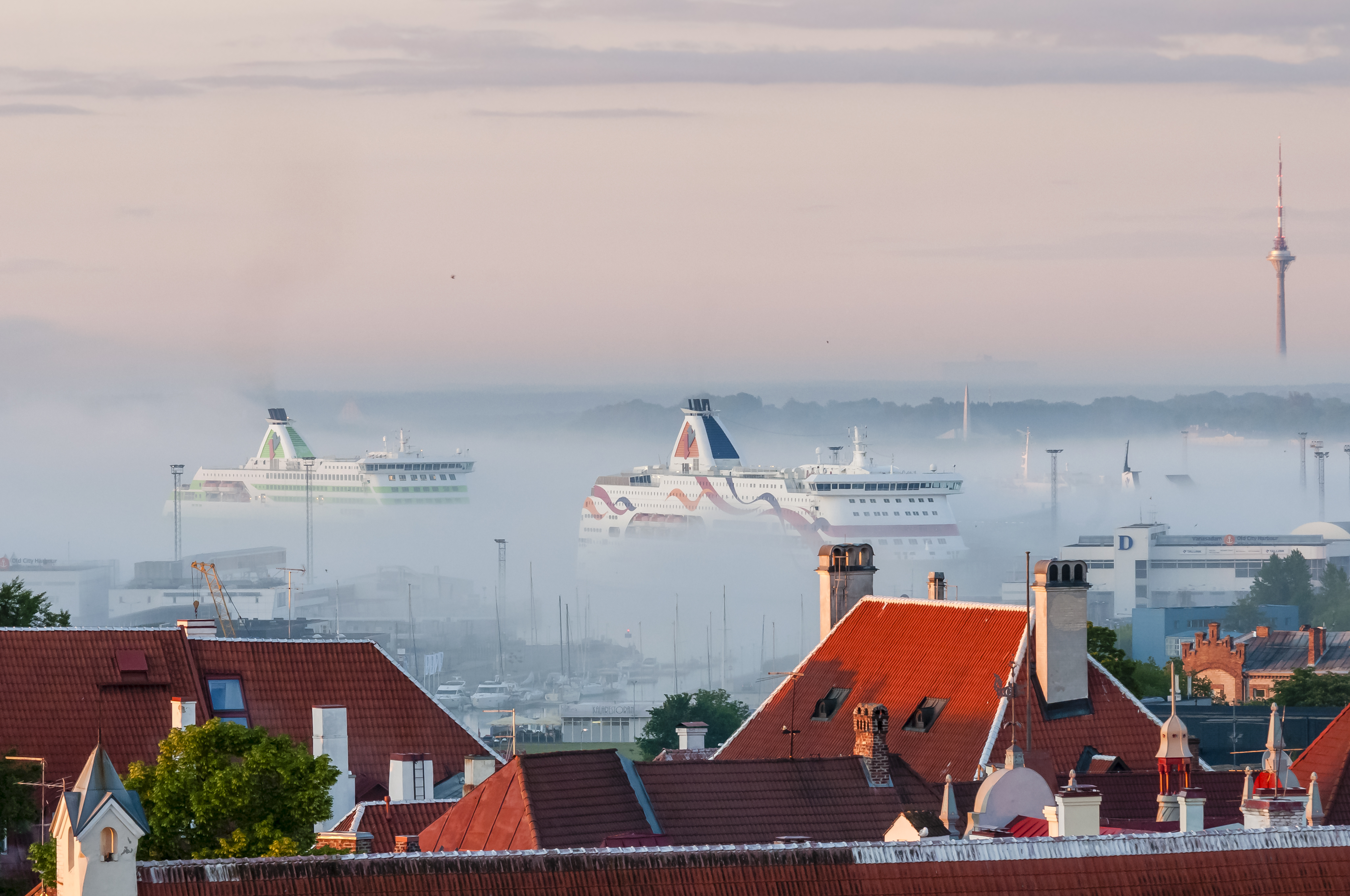
Vista del puerto de pasajeros de Tallin.
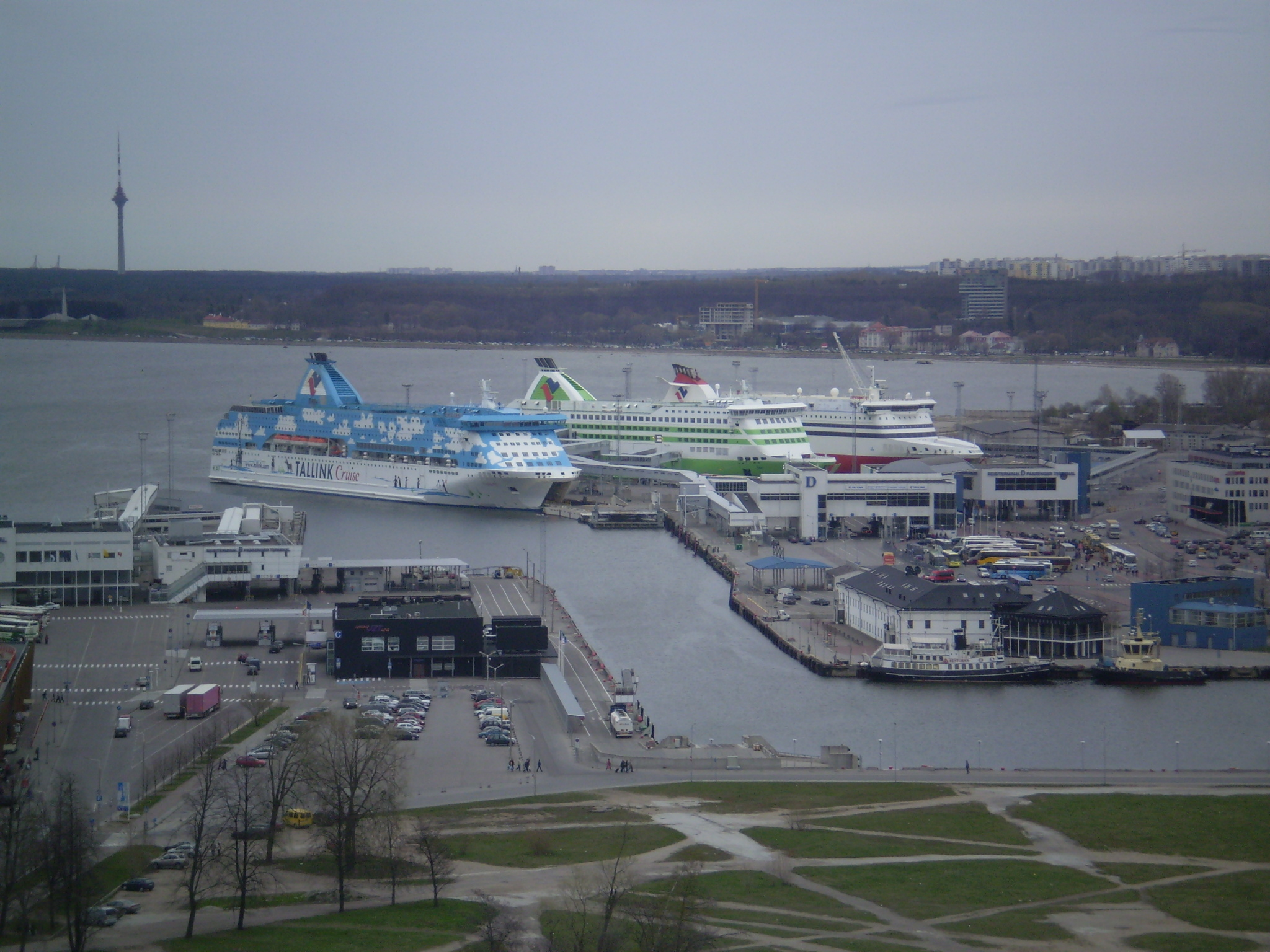
Barcos en el puerto de pasajeros de Tallin.
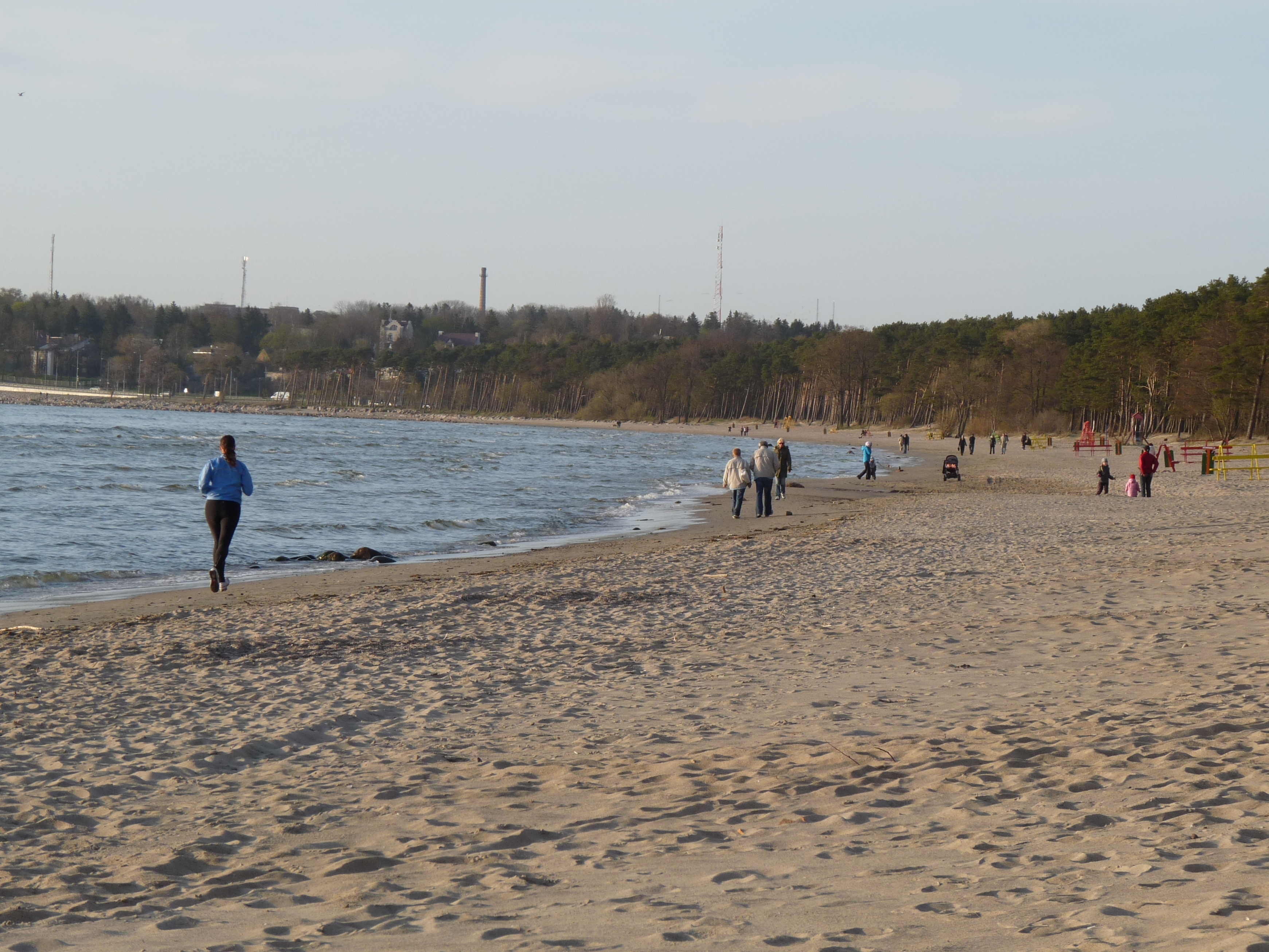
Playa de Pirita.
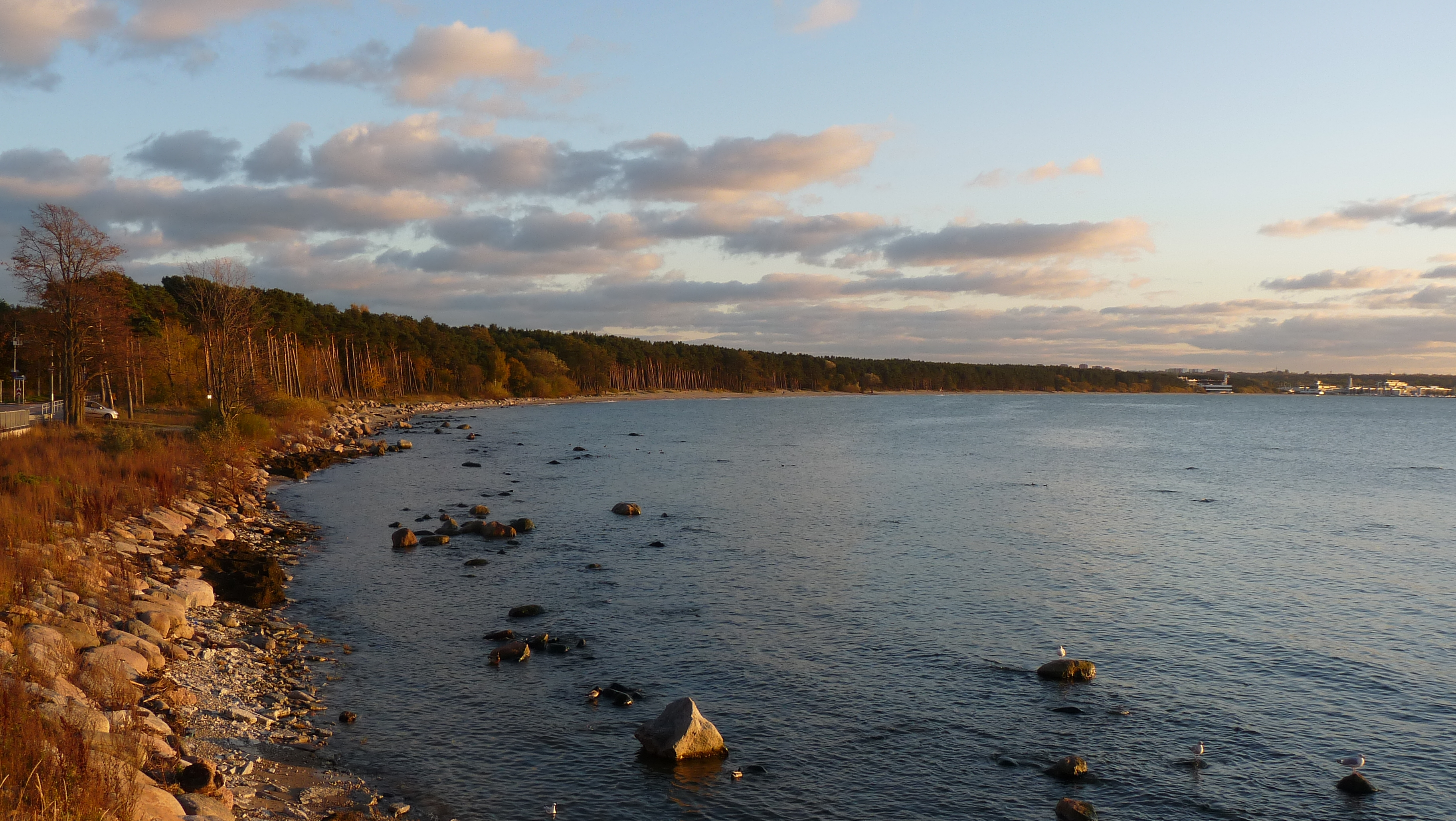
Costa de Merivälja.
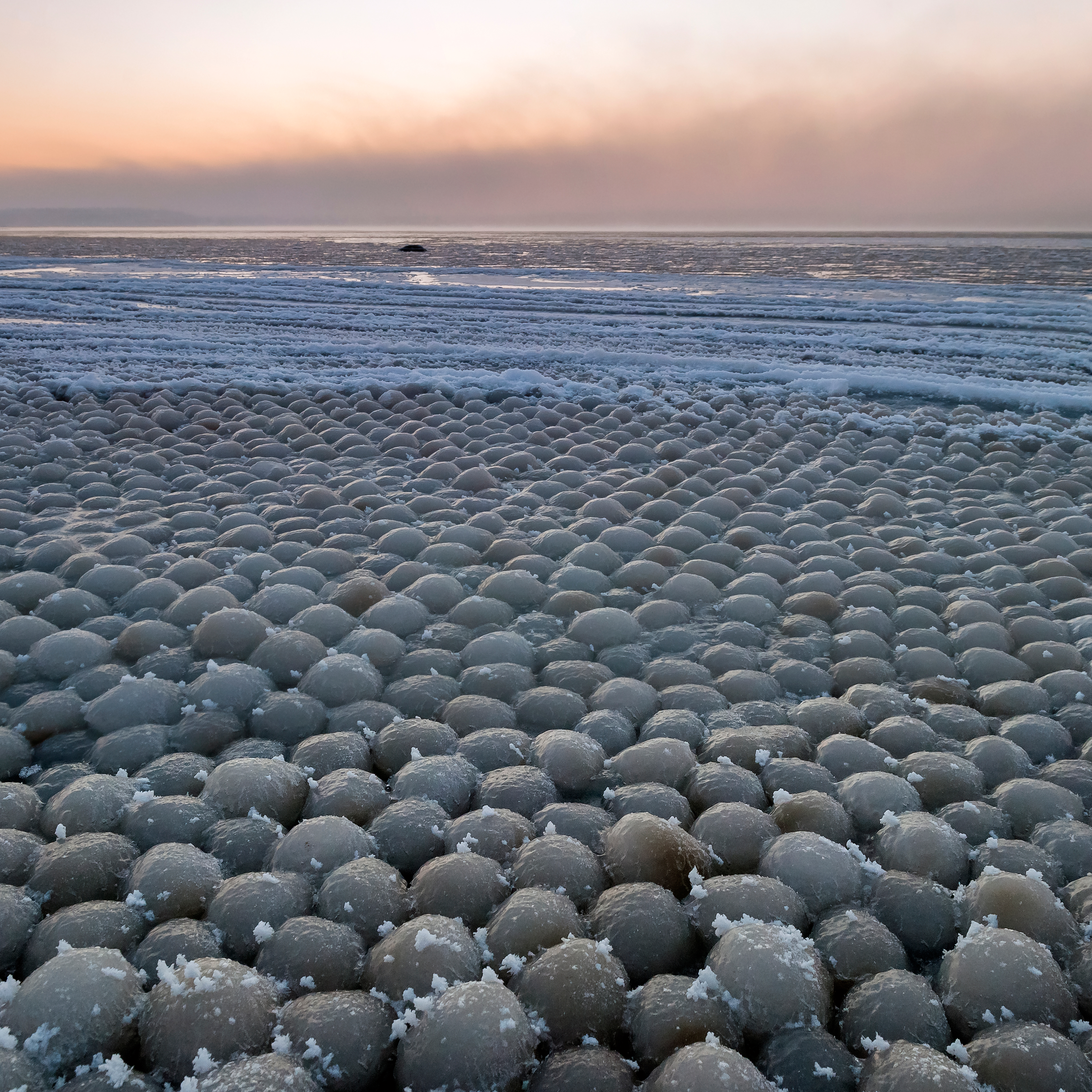
Bolas de hielo en la playa de Stroomi.
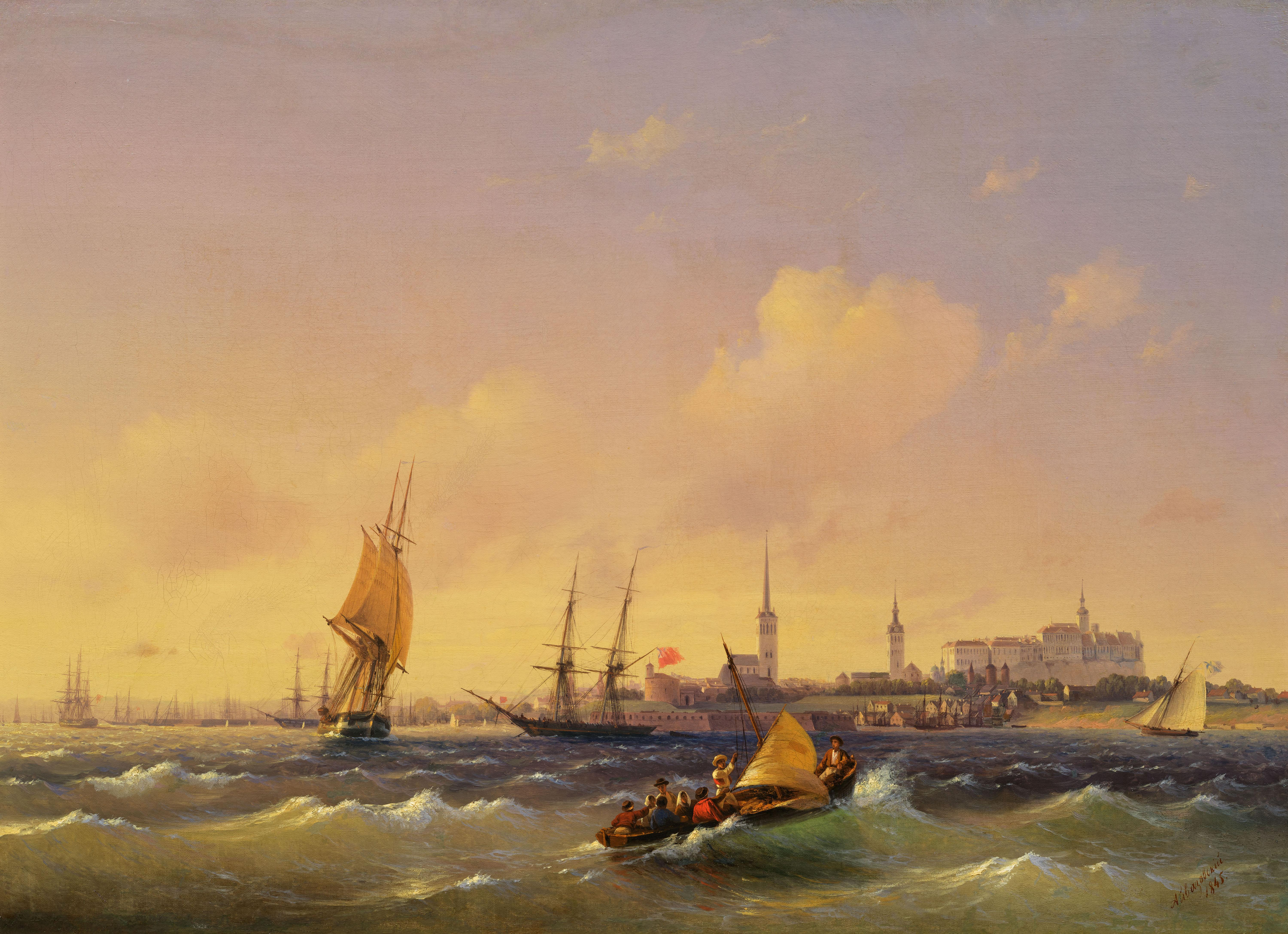
La bahía vista por Iván Aivazovsky (1845).
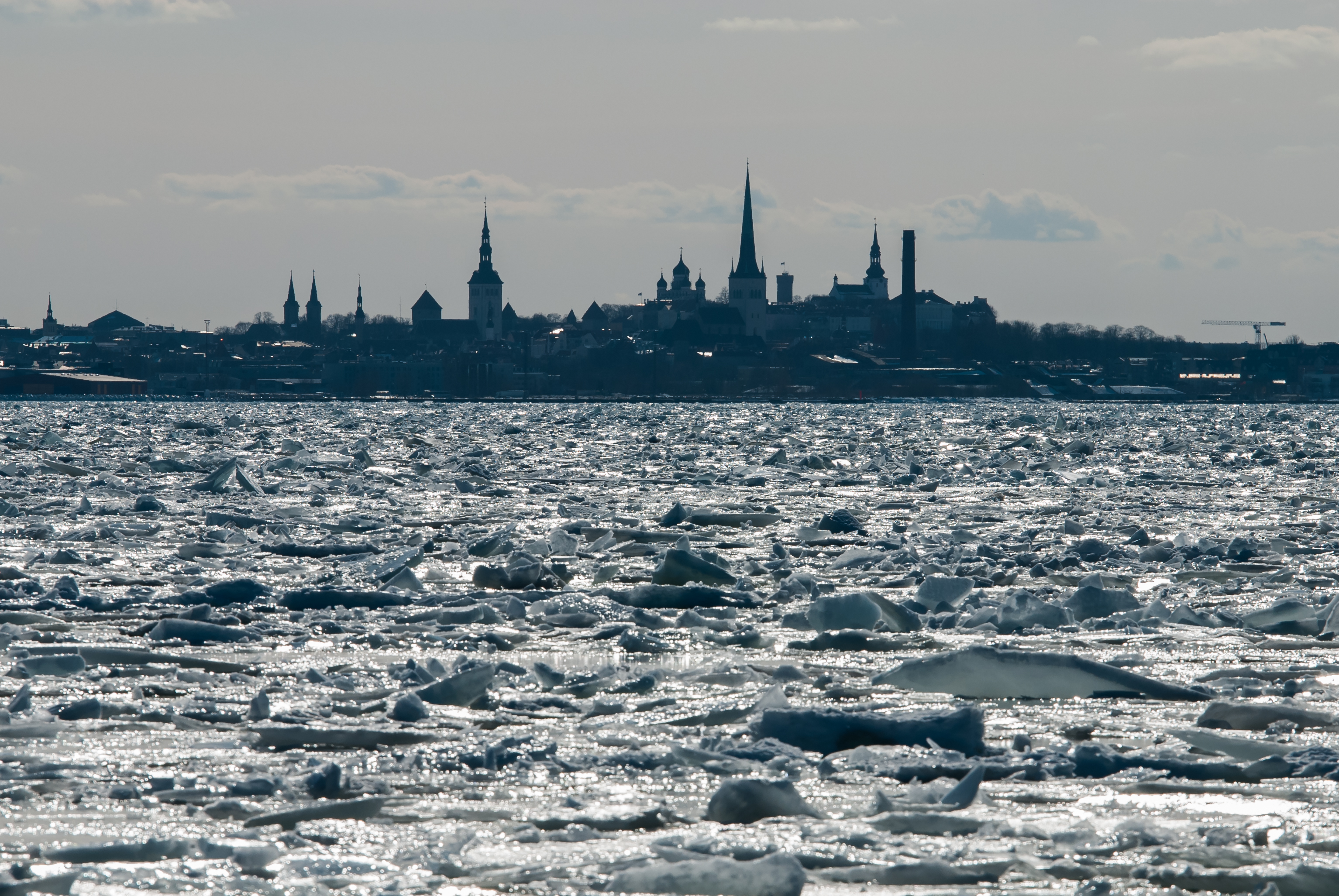
La bahía en invierno.